# Jan Tříska

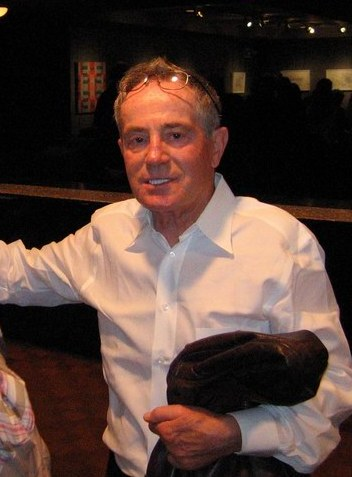
Jan Tříska (2005)

Jan Tříska (* 4. November 1936 in Prag, Tschechoslowakei; † 25. September 2017 ebenda) war ein US-amerikanisch-tschechischer Schauspieler.

## Biografie
Jan Tříska studierte von 1955 bis 1959 Schauspiel an der Theaterfakultät der Akademie der Musischen Künste in Prag (DAMU). Anschließend wurde er das jüngste Mitglied des Prager Nationaltheaters und spielte eine kleine Rolle in dem von Otakar Vávra inszenierten Drama Alarm im Schacht. Bereits während des Studiums arbeitete er vereinzelt als Statist beim Film und Assistent beim Theater. Später gründete er gemeinsam mit Otomar Krejča, Karel Kraus, Josef Topol und Marie Tomášová das Theater Divadlo za branou. Bis er die Charta 77 unterzeichnete, war Tříska regelmäßig als Schauspieler beim Theater und Film beschäftigt. Danach musste er das Land verlassen und wanderte über Zypern in die Vereinigten Staaten ein.
Ab 1981 spielte er regelmäßig in US-amerikanischen Filmen mit. Dank der Bekanntschaft mit Miloš Forman spielte er unter anderem in dessen 1981 veröffentlichtem Film Ragtime und später als Killer in der Filmbiografie Larry Flynt – Die nackte Wahrheit mit. Auch in Hollywood konnte er sich als Schauspieler etablieren. Erst Ende der 1980er Jahre besuchte er die Tschechoslowakei wieder und spielte in der Folge auch in tschechischen Filmen mit. Mit seiner Frau, der Schauspielerin Karla Chadimová, mit der er zwei Kinder hatte, lebte er in Los Angeles.
Er wurde drei Mal für den tschechischen Filmpreis Český lev nominiert. Für seine Darstellungen in Řád (1994) und Horem pádem (2004) wurde er als Bester Nebendarsteller und für seine Leistung in Šílení (2005) als Bester Hauptdarsteller nominiert.
Jan Tříska stürzte am 23. September 2017 im Alter von 80 Jahren von der Prager Karlsbrücke und starb zwei Tage später an den Folgen.

## Filmografie (Auswahl)
- 1959: Alarm im Schacht (První parta)
- 1960: Bei uns in Mechov (U nás v Mechově)
- 1960: Überall leben Menschen (Všude žijí lidé)
- 1961: Auf geheimer Welle (Kohout plaší smrt)
- 1961: Wo das Alibi nicht genügt (Kde alibi nestačí)
- 1964: …und wenn wir gemeinsam gehen (Hvězda zvaná Pelyněk)
- 1964: Rebellion im Standesamt (Komedie s Klikou)
- 1964: Von neuem beginnen (Začít znova)
- 1965: Mord vor der Kamera (Pět miliónů svědků)
- 1965: Das Haus in der Karpfengasse
- 1966: Komödiantenwagen (Lidé z maringotek)
- 1967: Vier Personen im Kreis (Čtyři v kruhu)
- 1970: Auf dem Kometen (Na kometě)
- 1974: Wie füttert man einen Esel
- 1976: Bis zum letzten Atemzug (Do posledného dychu)
- 1976: Das einsame Haus am Waldesrand (Na samotě u lesa)
- 1977: Der Mädchenkrieg
- 1977: Ein irrer Duft von frischem Heu
- 1981: Der zweite Mann (The Amateur)
- 1981: Ragtime
- 1983: Das Osterman Weekend (The Osterman Weekend)
- 1983: Die verwegenen Sieben (Uncommon Valor)
- 1983: Solo für Onkel: Thunderball (The Return of the Man from U.N.C.L.E.: The Fifteen Years Later Affair)
- 1984: 2010: Das Jahr, in dem wir Kontakt aufnehmen (2010: The Year We Make Contact)
- 1984: Alles ist vergänglich (Nothing Lasts Forever)
- 1984: Bitte nicht heut’ nacht (Unfaithfully Yours)
- 1985: Verrücktes Hollywood (Malice in Wonderland)
- 1987: Alamo – 13 Tage bis zum Sieg (The Alamo: Thirteen Days to Glory)
- 1989: Karate Kid III – Die letzte Entscheidung (The Karate Kid, Part III)
- 1990: Der Harte und der Zarte (Loose Cannons)
- 1991: Die Volksschule (Obecná škola)
- 1993: Herz in der Finsternis (Heart of Darkness)
- 1993: Undercover Blues – Ein absolut cooles Trio (Undercover Blues)
- 1994: Ich kämpfe um mein Kind (Because Mommy Works)
- 1994: Řád
- 1995: Wege der Liebe (My Antonia)
- 1996: Deadly Web – Terror im Internet (Deadly Web)
- 1996: Larry Flynt – Die nackte Wahrheit (The People vs. Larry Flynt)
- 1998: Der Musterschüler (Apt Pupil)
- 1998: Ronin
- 2000: Lost Souls – Verlorene Seelen (Lost Souls)
- 2001: Ein Mann für geheime Stunden (The Man from Elysian Fields)
- 2002: Das Jahr des Teufels (Rok ďábla)
- 2003: Blizzard – Das magische Rentier
- 2003: Zelary (Želary)
- 2004: Horem pádem
- 2005: Der Wahnsinn (Šílení)